# Pharnacia heros
Pharnacia heros är en insektsart som beskrevs av Ludwig Redtenbacher 1908. Pharnacia heros ingår i släktet Pharnacia och familjen Phasmatidae. Inga underarter finns listade i Catalogue of Life.